# Kinder (chanson)
Pour les articles homonymes, voir Kinder (homonymie).
Kinder, également connue d'après la première phrase Sind so kleine Hände, est une chanson la plus connue de Bettina Wegner, diffusée en 1976. La chanteuse folk américaine Joan Baez l'a chantée plusieurs fois — également en allemand — et a ainsi contribué à sa diffusion internationale.

## Paroles

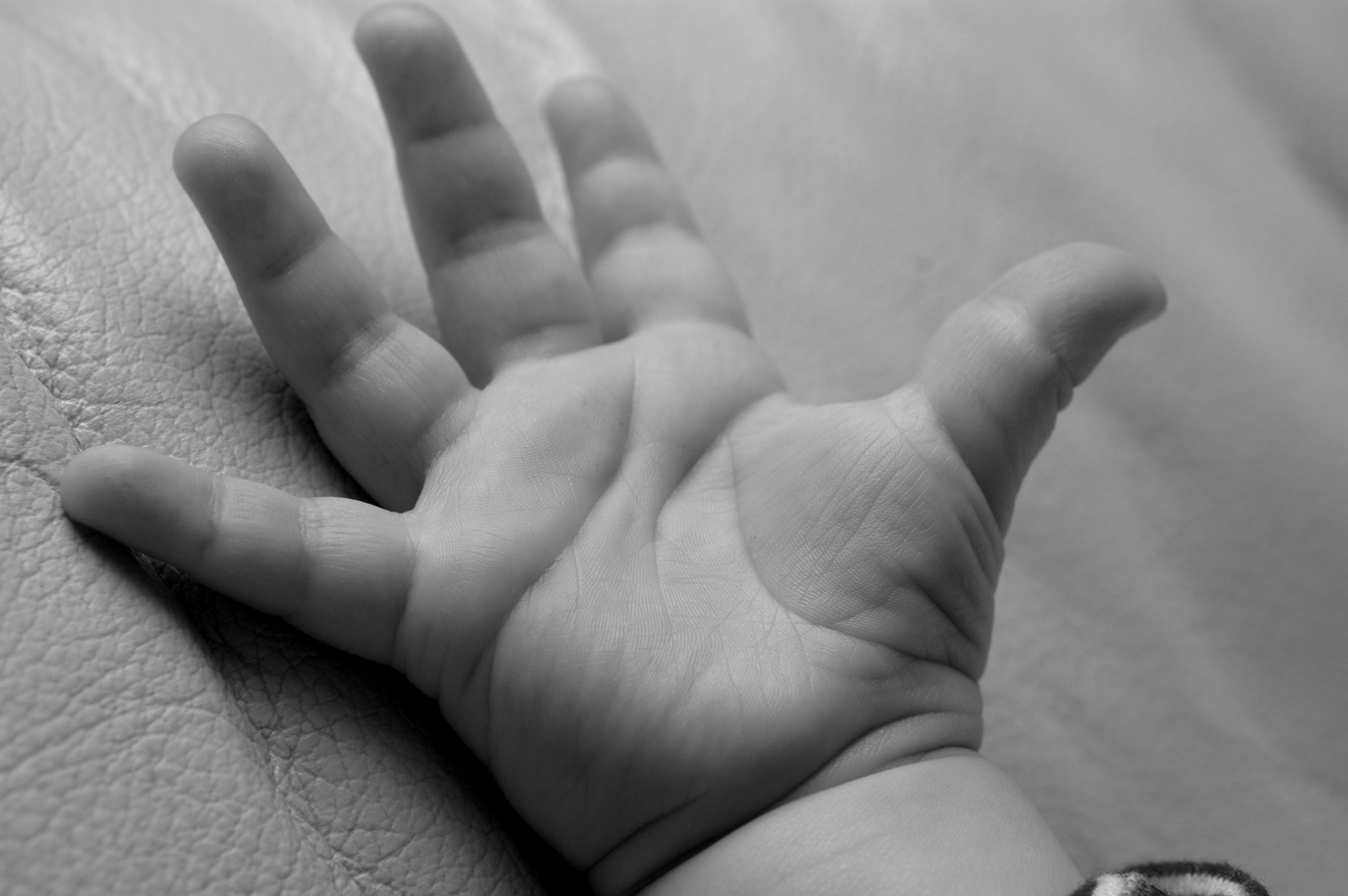
Une main de bébé.

Le texte commence par montrer comment les enfants doivent être traités et éduqués et ce qu'il faut éviter de faire. Chaque indication est accompagnée d'une justification. Après les mains, les pieds, les oreilles, la bouche et les yeux, ce sont les âmes qui sont prises en compte et enfin la colonne vertébrale. La chanson se termine par l'affirmation qu'il y a trop de gens sans colonne vertébrale.

## Composition
Les huit strophes sont composées chacune de quatre vers. Si l'on regroupe deux vers, on obtient à chaque fois des rimes de couple obtuses. Il s'agit toujours de trochées.
La musique se compose de deux parties pour deux strophes chacune. La séquence change après la quatrième strophe, de sorte que la dernière strophe ressemble à la première. La chanson est en do mineur. La première mélodie utilise, outre la tonique, la sous-dominante et la dominante. La deuxième mélodie commence par l'accord parallèle majeur, passe à la dominante correspondante et se termine sur l'accord fondamental. La première mélodie monte deux fois de la fondamentale à la quinte et redescend à la fondamentale. La deuxième mélodie descend deux fois de la tierce à la fondamentale. En termes d'étendue, cela correspond donc à une chanson pour enfants.

## Origine et diffusion
Rétrospectivement, Wegner a décrit un incident survenu dans un compartiment de première classe d'un train longue distance de la RDA comme étant l'élément déclencheur de la chanson. Elle y avait remarqué un homme qui tambourinait sans cesse sur sa valise diplomatique avec ses gros doigts. L'homme lui a paru déséquilibré et malheureux et elle s'est demandé ce qui lui était arrivé depuis qu'il était bébé. Elle avait alors pensé à son propre enfant. Les paroles de la chanson auraient été écrites sur son bloc-notes pendant le voyage en train ; il s'agirait d'une « chanson à la seconde ». En République fédérale d'Allemagne, la chanson a été rendue célèbre par son utilisation dans l'émission de la ZDF Kennzeichen D.